# 肯代什蒂鄉 (登博維察縣)
45°5′N 25°13′E / 45.083°N 25.217°E
肯代什蒂鄉（羅馬尼亞語：Comuna Cândești, Dâmbovița），是羅馬尼亞的鄉份，位於該國南部，由登博維察縣負責管轄，處於登博維察河右岸，面積52平方公里，2007年人口3,011，人口密度每平方公里57人。